# Awabakal
Awabakal är ett utdött och nyligen återupplivat australiskt språk. Awabakal talades i nuvarande Nya Sydwales och tillhör de pama-nyunganska språken. Det talas sedan 2003 i begränsad omfattning i återupplivad form.